# Dario Ortolani
Dario Ortolani (Arpino, 15 giugno 1903 – Venezia, 1980) è stato un giornalista e scrittore italiano, vincitore nel 1947 del Premio Bagutta con Sole bianco, edito da Garzanti, e del Premio Saint-Vincent per il giornalismo nel 1951.

## Biografia
Nacque nel 1903 ad Arpino, allora in provincia di Terra di Lavoro, da genitori veneti. Dopo gli studi classici, frequentò l'accademia militare di Modena, uscendone ufficiale effettivo negli alpini. Dimessosi dall'esercito nel 1928, riprese gli studi universitari. Entrò nel giornalismo nel 1930.
Inviato di guerra per Il Gazzettino dall'inizio del conflitto fino al 1943, dopo l'armistizio passa al Corriere Lombardo, nel 1947 al Corriere della Sera, dove rimane fino al 1953. In quell'anno collabora con la Gazzetta del Popolo, dove rimane fino al 1958, prima come capo redattore ed infine come critico cinematografico e revisore della terza pagina.
Nel 1958 si ritirò dal giornalismo e si stabilì, insieme con la moglie Olga, a Scario, un borgo marinaro del Cilento. Da Scario ritornava a Venezia con una certa frequenza.
Ha scritto e pubblicato nel 1967 un articolo sulla rivista Pioniere Noi Donne dal titolo: Libri per voi. Il gatto rosso n°9/1967

## Opere
- Tempo fra le mura (1944)
- Sole bianco, Milano, Garzanti, 1946
- La ragazza del forte, Milano, Garzanti, 1947
- Il lido dei maschi, Milano, Garzanti, 1949
- L'isola delle carrozze, Milano, Ceschina, 1956
- Lo sdraio sotto il fico, Milano, Ceschina, 1961
- Il riccio ha un sospetto (1967)
- Giocare con Sandra, Milano, Ceschina, 1971